# Nena (futbolista)
Olavo Rodrigues Barbosa (Porto Alegre, Brasil, 11 de julio de 1923-Goiânia, Brasil, 17 de noviembre de 2010), más conocido como Nena, fue un futbolista brasileño que jugaba como defensa.

## Fallecimiento
Murió el 17 de noviembre de 2010 de cáncer de pulmón, a la edad de 87 años.

## Selección nacional
Fue internacional con la selección de fútbol de Brasil en 6 ocasiones. Formó parte de la selección subcampeona de la Copa del Mundo de 1950, pese a no haber jugado ningún partido durante el torneo.

### Participaciones en Copas del Mundo
| Mundial                        | Sede   | Resultado  | Partidos | Goles |
| ------------------------------ | ------ | ---------- | -------- | ----- |
| Copa Mundial de Fútbol de 1950 | Brasil | Subcampeón | 0        | 0     |

## Clubes
| Club          | País   | Año       |
| ------------- | ------ | --------- |
| Internacional | Brasil | 1942-1951 |
| Portuguesa    | Brasil | 1951-1958 |

## Palmarés

### Campeonatos regionales
| Título                                  | Club          | País   | Año  |
| --------------------------------------- | ------------- | ------ | ---- |
| Campeonato de la Ciudad de Porto Alegre | Internacional | Brasil | 1942 |
| Campeonato Gaúcho                       | Internacional | Brasil | 1942 |
| Campeonato de la Ciudad de Porto Alegre | Internacional | Brasil | 1943 |
| Campeonato Gaúcho                       | Internacional | Brasil | 1943 |
| Campeonato de la Ciudad de Porto Alegre | Internacional | Brasil | 1944 |
| Campeonato Gaúcho                       | Internacional | Brasil | 1944 |
| Campeonato de la Ciudad de Porto Alegre | Internacional | Brasil | 1945 |
| Campeonato Gaúcho                       | Internacional | Brasil | 1945 |
| Campeonato de la Ciudad de Porto Alegre | Internacional | Brasil | 1947 |
| Campeonato Gaúcho                       | Internacional | Brasil | 1947 |
| Campeonato de la Ciudad de Porto Alegre | Internacional | Brasil | 1948 |
| Campeonato Gaúcho                       | Internacional | Brasil | 1948 |
| Campeonato de la Ciudad de Porto Alegre | Internacional | Brasil | 1950 |
| Campeonato de la Ciudad de Porto Alegre | Internacional | Brasil | 1951 |
| Torneo Río-São Paulo                    | Portuguesa    | Brasil | 1952 |
| Torneo Río-São Paulo                    | Portuguesa    | Brasil | 1955 |